# 红光停车场
红光停车场，是成都地铁2号线西延线工程的停车场，位于成都市郫都区红光街道港东四路北段港泰大道口附近，西华大学旁，于2013年启用。

## 场段概要
出入段线出犀浦站后，从位于2号线两侧的成灌铁路正线下方穿出，行至317国道北侧，然后跨越绕城高速公路后进入红光停车场。
2018年4月27日，红光停车场续建工程通过实体质量验收，新增6列位运用库1处（含6股道停车列检库及1股道璇轮库）、2列位停车棚1座、受电弓检测棚1座。

## 增设车站
2012年3月，有市民要求在该停车场设站，方便附近交通。但成都地铁公司回复称因出入段线坡度过大，不能满足载客运营的列车制动要求，故红光停车场已不具备加站条件。